# بني محن (ذمار)
بني محن هي إحدى قرى الجمهورية اليمنية. تتبع جغرافيا لمحافظة ذمار وإداريًا لمديرية ضوران انس. يبلغ تعداد سكانها 1020 نسمة حسب الإحصاء الذي أجري عام 2004.